# Rosenstierna
Rosenstierna (Rosenstjerna) var en svensk adelsätt med en adlig och en friherrlig gren med nummer 172 respektive 179 på Riddarhuset.
Stamfader var generalriksräntmästaren Mårten Wewitzer som adlades år 1630. Den friherrliga grenen utgick på svärdssidan 1732 och den adliga 1863.

## Personer med efternamnet Rosenstierna
- Mårten Wewitzer (1582–1638), generalriksräntmästare
- Nils Rosenstierna (död 1708), överste
- Libert Rosenstierna (1679–1732), överste